# Szegedy-Maszák Aladár
Szegedy-Maszák Aladár (Budapest, 1903. november 19. – Washington D. C., Amerikai Egyesült Államok, 1988. március 25.) magyar diplomata.

## Életpályája
A budapesti Egyetemi Közgazdaságtudományi Karon szerzett diplomát. 1927-28-ban a heidelbergi egyetemen és a párizsi École Libre des Sciences Politiques-on tanult. 1928-1937 között a Külügyminisztériumban teljesített szolgálatot. 1937-42-ben a berlini magyar követség titkára, ezt követően 1943-44-ben a Külügyminisztérium politikai osztályának helyettes vezetője, majd vezetője. 
1943-ban jelentős szerepet játszott a Kállay-kormány különbéke megkötésére irányuló titkos tárgyalásában. Magyarország 1944. március 19-i német megszállása után Szegedy-Maszákot a Gestapo letartóztatta. Dachauba deportálták, ahonnan 1945-ben tért vissza. 
1945-1947 között magyar követ volt Washington D.C.-ben. 1947-ben részt vett a párizsi béketárgyalásokon, mint a magyar békedelegáció tagja. Arra törekedett, hogy megakadályozza húszezer szlovákiai magyarnak lakosságcsere útján való áttelepítését. 
1947 júniusában, a Nagy Ferenc miniszterelnök elleni kommunista puccsot követően lemondott követi tisztéről, nem volt hajlandó elismerni a törvénytelenül létrejött Dinnyés-kormányt. A továbbiakban az Amerikai Egyesült Államokban élt, haláláig. Washingtonban telepedett le. 1950 és  1969 között az Amerika Hangja rádiónál dolgozott.

## Visszaemlékezése
Kéziratban maradt visszaemlékezéseit 1996-ban adták ki.
- Az ember ősszel visszanéz... Egy volt magyar diplomata emlékirataiból, 1-2.; vál., sajtó alá rend., jegyz. Csorba László, utószó Szegedy-Maszák Mihály; Európa–História, Bp., 1996 (Extra Hungariam)

## Emlékezete
Családja 2006-ban a washingtoni Holokauszt Emlékmúzeum Levéltárának adományozta az 1988-ban elhunyt Szegedy-Maszák Aladár irathagyatékának egy részét. Az irathagyaték más részei még a család birtokában, illetve az Országos Széchényi Könyvtár Kézirattárában találhatóak.